# Ahrar al-Scham
Die Ahrar al-Scham (arabisch حركة أحرار الشام الإسلامية Harakat Ahrār asch-schām al-islāmīya ‚Islamische Bewegung der freien Männer der Levante‘) sind eine islamistisch-salafistische bewaffnete Miliz, die aus mehreren Brigaden besteht. Sie kämpft seit Oktober 2011 im Bürgerkrieg in Syrien gegen die syrische Armee. Die Ahrar asch-Scham wurden von Hassan Aboud gegründet. 2014 bestanden die Ahrar asch-Scham aus schätzungsweise 20.000 Kämpfern und sind damit die größte Einheit im Kampf gegen die syrische Regierung nach der Freien Syrischen Armee. Die Ahrar al-Scham war eines der Hauptgründungsmitglieder der Syrischen Islamischen Front und ist seit der Gründung der Islamischen Front ein Hauptbestandteil dieser.

## Gründung und Organisation
Die Ahrar al-Scham trat erstmals in der zweiten Jahreshälfte 2011 in der Provinz Idlib in Erscheinung. Im Dezember 2012 gründete sie mit elf weiteren islamistischen Milizen die sogenannte Syrische Islamische Front. Die Ahrar al-Scham war die prominenteste von ihnen. Im November 2013 kündigte die Syrische Islamische Front an, sich komplett in die neu gegründete Islamische Front zu integrieren und die Ahrar al-Scham integrierten sich ebenfalls in diese, blieben jedoch als eigene teilweise autonome Rebellen-Organisation erhalten. Des Weiteren sind sie Mitglied der Militärischen Allianz Dschaisch al-Fatah, die dem Oberkommando der Islamischen Front untersteht. Denn neben einem rein militärischen Arm sind sie auch politisch in den von ihr kontrollierten Gebieten vertreten. So hat die Rebellengruppe eigene Büros für militärische, religiöse, soziale und finanzielle Angelegenheiten. Jedes Büro berichtet einem Kommandeur. Die Gruppe stand unter dem Kommando des Anführers Hasan Abbud, bis dieser am 9. September 2014 bei einem Bombenanschlag ums Leben kam. Als neuer Anführer wurde Abu Dschabir benannt. Am 12. September 2015 gaben die Ahrar Al-Scham an, einen neuen Anführer ernannt zu haben, Abu Yahya al-Hamawi, einen Ingenieur und erfahrenen Kämpfer aus der Provinz Hama.

## Ideologie
Die Einflüsse der Gruppe sind größtenteils aus dem Bereich des Islamismus, jedoch berufen sich einige Anhänger auch auf den Salafismus. Die Gruppe betrachtet ihren Krieg als Dschihad, betont jedoch „dass es ein Kampf für Syrien ist, nicht für einen globalen Dschihad.“
In einer ihrer ersten Audio-Botschaften gaben die Ahrar asch-Scham an, ihr Ziel sei es, die Assad-Regierung durch einen islamischen Staat zu ersetzen, betonten jedoch die Notwendigkeit, alle Teile der Bevölkerung zu diesem Thema zu befragen. Sie beschrieben auch, dass der Aufstand als Dschihad gegen ein neues Safawiden-Reich zu rechtfertigen sei. So sagte der Sprecher, die Schiiten wollten den Schiismus ausbreiten und ein neues schiitisches Großreich etablieren, das von Iran durch den Irak und Syrien bis in den Libanon und mit Palästina als Krönung hineinreicht.
Einzelne Anführer der Ahrar al-Scham gelten als Alliierte der Terrororganisation Al-Nusra-Front.
Der Generalbundesanwalt stuft die Gruppe als ausländische terroristische Vereinigung ein.
Das Verteidigungsministerium der Russischen Föderation stuft hingegen die Gruppierung seit dem 30. Dezember 2016 als „moderate Opposition“ ein. Auch das Außenministerium der Vereinigten Staaten und Großbritannien stufen sie nicht als terroristisch ein. Nach einer von reuters im September 2016 veröffentlichten Sammlung stufen Ägypten, der Irak, Libanon und die Vereinigten Arabischen Emirate sie als terroristisch ein.

## Einstufung als Terrororganisation
Ahrar al-Scham wurde in Deutschland als Terrororganisation eingestuft, obwohl die Vereinigten Staaten von Amerika und die Türkei die Gruppe unterstützen. Es gibt in Deutschland Prozesse gegen frühere Kämpfer und Unterstützer der Ahrar al-Scham wegen Unterstützung einer ausländischen Terrororganisation.

## Entwicklung im Syrischen Bürgerkrieg
Die Miliz war 2012 an der Rettung der NBC-Journalisten Richard Engel, Ghazi Balkiz, John Kooistra, Aziz Akyavas und Ammar Cheikhomar beteiligt, nachdem diese von der Pro-Assad Miliz Schabiha im Dezember 2012 entführt worden waren.

Militärische Lage nach der von Ahrar al-Scham geführten Raqqa-Offensive 2013

Im März 2013 leitete sie eine Offensive im Gouvernement ar-Raqqa, die darin gipfelte, dass die gleichnamige Hauptstadt ar-Raqqa in Kooperation mit der Freien Syrischen Armee eingenommen wurde.
Im August 2013 luden Mitglieder einer Brigade der Ahrar al-Scham ein Video hoch, das den Abschuss einer der Syrischen Armee zugehörigen MiG-21 zeigt. Das Flugzeug wurde mit einer chinesischen HongYing-6 abgeschossen, seit Anfang des Syrischen Bürgerkriegs war dies das erste Mal, dass ein Kampfflugzeug von Rebellen zerstört wurde.
Am 11. Oktober 2013 veröffentlichte Human Rights Watch einen Bericht, nachdem die Ahrar al-Scham zusammen mit anderen bewaffneten Gruppen vom 4. bis 18. August in ländlichen Gegenden der Provinz Latakia an Massakern beteiligt war, bei denen mindestens 190 Zivilisten getötet und über 200 als Geiseln genommen wurden.
Mitte November 2013 wurde nach einer Schlacht in der Nähe des internationalen Flughafen von Aleppo ein Kommandeur der 3. Brigade der Gruppe von Extremisten aus der Terrororganisation ISIS entführt und enthauptet, die Extremisten dachten, der Kommandeur sei ein irakischer regierungstreuer Kämpfer.
Im Dezember 2013 gab es Berichte von heftigen Kämpfen zwischen islamischen Rebellengruppen (darunter die Ahrar Al-Scham) und der Terrororganisation ISIS in den Städten Maskana, Aleppo und ar-Raqqa. Diese Kämpfe endeten mit der Einnahme von ar-Raqqa und einem Großteil des Gouvernement ar-Raqqa durch ISIS.
Seit dem Juli 2014 wird der wichtige Syrische Grenzübergang Bab al-Hawa zur Türkei von den Ahrar al-Scham kontrolliert und verwaltet.
Am 9. September 2014 explodierte eine Bombe bei einem hochrangigen Treffen in der Provinz Idlib und tötete Hassan Abboud, den Anführer der Gruppe, 27 leitende Kommandeure, einschließlich militärischer Feldkommandeure, der Mitglieder des Schura-Rats und der Führer der alliierten Brigaden. Niemand übernahm die Verantwortung für den Anschlag. Am Tag nach dem Anschlag wurde Abu Dschabir aber als neuer Führer angekündigt.
In der Nacht vom 6. November 2014 meldeten die Ahrar al-Scham einen US-Luftangriff, dies war das erste Mal, dass eine syrische Oppositionsgruppe von den Koalitionskräften angegriffen wurde. Bomben schlugen im Hauptsitz der Gruppe im Gouvernement Idlib ein und töteten Abu al-Nasr, den Waffenmeister der Miliz.
Am 24. November 2014 starb bei einem US-Luftangriff auf das Hauptquartier von ISIS in Ar-Raqqah ein von ISIS gefangener Kämpfer der Gruppe.
Am 24. März 2015 schlossen sich die Ahrar al-Scham der Militär-Allianz Dschaisch al-Fatah an. Am 23. März startete die neugegründete Allianz eine Offensive und eroberte am 30. März 2015 im Kampf um Idlib 2015 die Hauptstadt des gleichnamigen Gouvernement Idlib. Die Ahrar al-Scham spielten bei der Einnahme eine Schlüsselrolle.

Militärische Lage nach der von Ahrar al-Scham geführten Idlib-Offensive 2015

Am 30. März 2015 veröffentlichte die New York Times einen Artikel, in dem auf eine Fatwa des saudischen Geistlichen Abdullah Al-Muhaisini, der sich den Ahrar Al-Scham angeschlossen hat, eingegangen wird. Al-Muhaisini befiehlt, dass Christen nicht getötet werden dürfen und zu beschützen seien, sofern diese sich konform verhalten würden. Des Weiteren behauptete Al-Muhaisini, dass die Assad-Regierung christliche Häuser in der Provinz Idlib bombardiere.
Ende April 2015 startete die Dschaisch al-Fatah eine erneute Offensive in der Umgebung der Stadt Dschisr asch-Schughur und eroberte diese strategisch wichtige Stadt am 28. April 2015 in Kooperation mit der Freien Syrischen Armee.
Am 28. Mai 2015 wurden die Stadt Ariha und die in der Umgebung befindlichen Dörfer, laut der Syrischen Beobachterstelle für Menschenrechte, von der Dschaisch al-Fatah innerhalb von nur 3 Stunden komplett erobert.
Am 14. Juli 2015 sprengten sich zwei Selbstmordattentäter in der Stadt Salqin, einem Hauptsitz der Ahrar al-Scham in der Provinz Idlib, in die Luft und töteten dabei Abu Abdul Rahman Salqeen (ein Ahrar-al-Scham-Führer) und 5–6 andere Kämpfer der Rebellen. Die Ahrar al-Scham machten die Terrororganisation ISIS für den Anschlag verantwortlich und verhaftete direkt danach 15 Aktivisten, die in Verdacht standen, mit der ISIS zu sympathisieren.
Im August 2016 schloss sich ein Verband der Miliz der Operation Schutzschild Euphrat an und griff Positionen des IS in Dscharabulus an.
Im Dezember 2015 nahm ein Vertreter der Ahrar al-Scham an Verhandlungen in Riad teil, deren Ziel es war, die Opposition im Syrischen Bürgerkrieg für Verhandlungen in Genf zu einigen. Der Ahrar-al-Scham-Vertreter wurde nach Unterzeichnung der Abschlusserklärung von Anführern der Ahrar al-Scham über Twitter jedoch desavouiert. Die Ahrar al-Scham sind bekannt für ihre widersprüchlichen Äußerungen: einerseits vertreten sie nach innen harte salafistische Positionen wie die Ablehnung der Demokratie und versuchen sich andererseits gegenüber dem Westen als moderat darzustellen. Bei den Verhandlungen in Riad versuchten die Türkei und Katar Anerkennung und Unterstützung für die Ahrar al-Scham zu organisieren, doch waren die Anführer der Gruppe nicht bereit, dafür die Allianz mit der Al-Qaida aufzugeben.
Im Dezember 2016 nahm die Miliz an den Friedensgesprächen in Astana teil und stimmte den Vereinbarungen zur Waffenruhe unter „Vorbehalt“ zu.
Bis Ende Juli 2017 erlitten die Ahrar al-Scham schwere Verluste im Gouvernement Idlib durch Kämpfe mit der Haiʾat Tahrir asch-Scham (HTS), deren Kern auch Kämpfer der ehemaligen al-Nusra-Front bilden.